# ديفيد أميس
ديفيد أميس (بالإنجليزية: Dave Ames)‏ هو لاعب كرة قدم أمريكية أمريكي، ولد في 16 يناير 1937 في بورتسموث في الولايات المتحدة، وتوفي في 4 أغسطس 2009 في ريتشموند في الولايات المتحدة بسبب تصلب جانبي ضموري.

## وصلات خارجية
- ديفيد أميس على موقع مرجع كرة القدم المحترفة.كوم (الإنجليزية)